# Delphinium gyalanum
Delphinium gyalanum är en ranunkelväxtart som beskrevs av Cecil Victor Boley Marquand och Airy Shaw. Delphinium gyalanum ingår i släktet storriddarsporrar, och familjen ranunkelväxter. Inga underarter finns listade i Catalogue of Life.